# Gary Coleman
Gary Wayne Coleman (8 tháng 2 năm 1968 – 28 tháng 5 năm 2010) là diễn viên và diễn viên hài người Mỹ.

## Tiểu sử
Coleman Gary Wayne Coleman được sinh ra tại Zion, Illinois ngày 8 tháng 2 năm 1968.